# Купаћи костим
Купаћи костим је одећа дизајнирана да се користи током бављења активностима на води, било да се ради о спортским активностима какве су пливање, роњење, сурфовање, или рекреативним активностима на плажама и базенима, укључујући и сунчање. Најчешће је израђен од материјала који се брзо суши. Различити модели дизајнирани су за мушкарце, жене, децу и бебе. 
Купаћи костим се може носити и као доњи веш у спортовима који захтевају пливачко одело - скијање на води, роњење, сурфовање или веикбординг. Купаћи костим се такође може носити да би се приказале физичке особине носиоца, као у случају такмичења у лепоти или бодибилдингу.
Данас је доступан велики избор модела, који се разликују према покривености тела и материјалима од којих су израђени. Избор може зависити и од стандарда заједнице, као и од тренутне моде и личних афинитета. Мушки купаћи костим најчешће чине само купаће гаће. Женски купаћи костим може бити дводелни, односно бикини, једноделни који покрива већи део торза, или монокини који се састоји само од купаћих гаћа (без грудњака). Друштвена правила и религија понекад диктирају стил, а утицај мешавина култура трендове па се почетком 21. века, за жене муслиманске вероисповести креиран буркини - купаћи костим који покрива цело тело, осим лица, шака и стопала. Купаћи костими за децу су слични онима за одрасле, а за бебе и сасвим малу децу последњих година користе се пелене за купање. Људи који преферирају активности у води потпуно без одеће називају се нудисти.

## Историја
Одећа за купање је у последњих 100 година доживела велике промене. Количина покривености, односно откривености тела одећом за купање мењала се кроз векове, у зависности од друштвених норми. 
Постоје записи да су се у Старој Грчкој и Риму жене купале потпуно наге. Мешања мушкараца и жена ипак није било, јер су и једни и други имали засебне просторије у оквиру купатила. На римским муралима су приказане жене у одећи налик на дањашњи бикини, али се та одећа везује за бављење телесним вежбама, а не за пливање.
У средњем веку важило је правило за све жене које су се купале у јавним купатилима и бањама да се купају потпуно наге. Седамдесетих година 17. века уводи се обавеза да оне буду потпуно обучене, са тачно одређеном формом одеће за купање. За разлику од жена, мушкарцима је све до 60-их година 19. века било дозвољено да се купају голи.

### 18. век
У 18. веку јавна купатила поново постају популарна. Као и у време античког Рима, она су доступна само богатој европској елити. Иако су мушка и женска купатила била одвојена, постојала су строга правила пристојности. 
Женски купаћи костим био је по форми сличан хаљинама које су се носиле свакодневно – затворен до врата, са дугим рукавима, у више слојева и са широким падом, израђен од материјала који неће бити провидан када се покваси, што је најчешће значило да се одећа за купање израђивала од вуне. Ноге су покривале чарапама, а у поруб хаљина често су се ушивали мали тегови, како се не би задизале приликом уласка у воду. Мода тог времена је изузетно ценила бео тен, па су даме биле добро заклоњене од сунца шеширима широког обода, шаловима и рукавицама.
Мушка одећа за купање имала је такође дуге рукаве и ногавице. Ако би неко показао голе руке или ноге био би ухапшен због недоличног показивања у јавности. Оваква мода се није много мењала до средине деветнаестог века.

### 19. век
У 19. веку боравак на мору постаје све популарнији захваљујући развоју железнице. У Викторијанској ери у тадашњим летовалиштима мушкарци и жене су били одвајани, како не би видели једни друге у одећи за плажу. Посебно популарне у то време су биле машине за купање, покривена и ограђена дрвена колица са 4 точка, која су вукли коњи. Жене би у ове кабине улазиле у свакодневној одећи, унутра би обукле купаће костиме и са читавом „машином“ улазиле у море. При том су све време биле заштићене од погледа супротног пола и тако могле да на миру уживају у пливању. По завршетку пливања поново би улазиле у „машину” и на исти начин се враћале на обалу. 
Насупрот овој европској конзервативности у Сједињеним Америчким Државама већ 80-их година 19. века постала су популарна такмичења у лепоти, на којима су се жене појављивале у купаћим костимима.
Средином 19. века правила облачења се мењају. Женска одећа за купање и даље покрива готово читаво тело, али се појављује дводелни женски купаћи костим. У моду улазе такозване „турске” панталоне или блумерс (назване по Амелији Блумер, која је покушала да уведе неку врсту панталона у женску одећу). Горњи део овог купаћег костима покривао је тело од рамена до колена, попут хаљине, док је доњи део досезао до чланака на ногама. Оба дела израђивана су од пуног фланела, који је натопљен водом био веома тежак и неудобан при пливању.
Мушки костими постају „слободнији”, откривајући део ногу а понекад чак и део груди испод врата.
С временом и женски и мушки костими постају све отворенији и покривају све мање, а крајем 19. и почетком 20. века укидају се закони којима се забрањује купање мушкараца и жене на истој плажи.

### 20. век

#### 1900-1910-те
У 20. веку почиње прави „бум“ када је реч о купаћим костимима. Већ у првој деценији појављује се купаћи костим који се састојао од кратке сукње, прслука и дугих гаћа, што се тада сматрало провокативним. Чак је аустралијска пливачица и глумица Анет Келерман 1907. године, приликом посете Америци, била ухапшена зато што јој је носила купаћи костим од жерсеја који је откривао руке, ноге и врат. 
После Првог светског рата боравак на мору постаје још популарнији, а купаћи костими све оскуднији.

#### 1920-те
Већ у наредној деценији женски купаћи костим постаје све мањи. Прво су се изгубили рукави и руке су биле изложене сунцу. Затим су и ногавице скраћене до колена, а на плажама су постојали цензори који су проверавали да ли је шортс довољно дугачак. Изрез, који је био тик уз врат, спустио до почетка груди. Развој и стварање нових материјала омогућили су нове варијанте удобнијих и практичнијих купаћих костима. Детаљ по којем се памти овај период је капа, коју су све жене морале да носе.

#### 1930-те
Тридесете године биле су време експериментисања са кројевима, материјалима, бојама и дезенима. Купаћи костими су почели да наглашавају женско тело. У моду улази сунчање и препланули тен, а ускоро се појављују и први прави дводелни модели. Купаћи костими су најчешће штрикани. Њима почињу да се баве и креатори високе моде, а једна од првих била је Елза Скјапарели (Elsa Schiaparelli, 1890-1973). Главни промотери ових модела су холивудске звезде.

#### 1940-те
Мода за плажу 40-их година била је скромна и смерна. Купаћи костими су подсећали на данашње мини хаљине које наглашавају линију тела. Одмах после Другог светског рата појављује се и први бикини. Дизајнирали су га 1946. године француски модни креатори Жак Хајм (Jacques Heim) и Луј Реар (Louis Reard). На рачун овог купаћег костима збијане су шале. Говорило се да „открива све, осим девојачког презимена мајке”. Модел се заправо није много разликовао од ранијих дводелних костима, осим што је имао празнину испод доње линије груди. Бикини је добио име по атолу Бикини, познатом по тестовима нуклеарног оружја, чиме се алудирало на ефекат који овакав купаћи костим оставља на посматрача.
Занимљиво је да Реар није могао да нађе манекенку вољну да прикаже први бикини, па је за ту прилику унајмио професионалну стриптизету.

#### 1950-1970-те
Бикини своју пуну популарност достиже после 1957. и филмова Брижит Бардо. Док је Педесетих година бикини морао да покрива пупак, већ 60-их се нагло смањује и почиње тренд покривања само једног дела груди и такозване „бикини зоне“. Ипак, једноделни купаћи костими су и даље у тренду, па се Елизабет Тејлор 1959. појављује управо у једном таквом, у филму Изненада, прошлог лета. Шездесетих настају и различити модели који мање откривају, више подижу груди, а њихова популарност не опада ни данас. У филму Доктор Но из 1962. године Урсула Андрес је носила бели бикини који је убрзо постао врло популаран међу женама. Нешто касније, 1964. амерички модни дизајнер аустријског порекла Руди Гернраих представља први модел монокини купаћег костима, који прекрива доњи део тела колико и бикини, док остатак представљају само две танке траке које иду преко рамена. Седамдесете не доносе ништа ново.
Педесетих година мушки купаћи костими коначно губе горњи део, откривајући тело све до струка. Модели мушких купаћих гаћа најчешће се разликују према дужини ногавица, или их немају уопште.
Шездесете године 20. века доносе моду монокинија (топлес). Са доказима о штетности прекомерном излагању сунчевим зрацима, купаћи костими поново постају нешто затворенији, али се њихова основна форма није битно изменила до данас.

#### 1980-те
Осамдесетих година у Бразилу настаје танга купаћи костим, инспирисан традиционалним одевним предметима домородачких племена око Амазона. Овај тренд се невероватном брзином шири по свету, и до данас остаје веома популаран. Осим тога постаје популаран и топлес, који се са нудистичких плажа све више шири и на „обичне“ плаже.

### 21. век
Данас постоје и алтернативни и начини одевања за уживање на плажи. Пример може бити [[Тајланд], где се људи често купају у свакодневној одећи. Почетком 21. века појавили су се и купаћи костими за муслиманске вернице, названи буркини. Сама реч је кованица од речи бурка и бикини, а креирала га је аустралијска дизајнерка либанског порекла Ахида Зенати.

## Материјали
Од када, у 18. веку, купање на плажама поново постаје популарно, са променом модела, условљених друштвеним нормама, мењају се и материјали од којих се израђују купаћи костими. У почетку је ова одећа морала да покрива цело тело, па самим тим и да буде непровидна, па је један од најпопуларнијих материјала била вуна, јер се не провиди када се покваси. Касније су бирани све тањи материјали, какви су фланел и жерсеј. Већ 20-их година за израду купаћих костима почела је да се користи вискоза, али се њена издржљивост, посебно када је мокра, показала проблематичном. Осим вискозе користили су се жерсеј и свила. Током 30-их година развијају се нови материјали, посебно латекс и најлон, а купаћи костими су постепено почели да се припијају уз тело, посебно они женски.
Последњих година, у складу са трендом борбе за очување и заштиту животне средине, неке компаније су почеле да се фокусирају на рециклиране материјале. Сировина за израду материјала од којих се праве купаћи костими данас се може добити рециклажом искоришћених рибарских мрежа и различитог пластичног отпада који се прикупља приликом чишћења морских обала, водених путева и приобалних насеља.

## Популарни модели купаћих костима
Популарни модели женских купаћих костима данас су: 
- класични једноделни купаћи,
- незаобилазни бикини (како минимални, тако и онај са високим струком),
- танкини, сличан женском доњем рубљу - мајици на бретеле која покрива стомак и гаћицама,
- Танга купаћи костим,
- монокини који само делимично покрива и предњу страну тела и
- буркини који покрива цело тело и главу, изузев лица и популаран је углавном у традиционалним исламским земљама.[1]

- Популарни модели женских купаћих костима
- Једноделни купаћи костим
- Бикини
- Модел монокинија Рудија Гернрајха (Rudi Gernreich) из 1964.
- Женски танга купаћи костим
- Танкини
- Буркини

- Савремени модели мушких купаћих костима
- Мушке купаће гаће
- Кратки шортс за купање
- Дугачки шортс за купање
- Мушке танге

Како су купаћи престали да се смањују, модни дизајнери су почели да експериментишу са различитим стиловима. Данас постоји огроман избор различитих модела купаћих костима, а машта модних дизајнера нема границе. Не постоје забране и ограничења, а свако углавном сам одлучује какав му модел најбоље пристаје.

## Дечји купаћи костими
Када је реч о дечјим купаћим костимима, мошљења су опречна. Док је некада било сасвим уобичајено видети малу децу потпуно нагу на плажама, данас се родитељи све чешће одлучују да чак и малим бебама облаче Пелене за купање. Ово је првенствено хигијенска мера, како би се спречио чврсти садржај пелена да исплива у воду, али и да би се дете заштитило од нечистоће на плажи.
Када је реч о нешто старијим малишанима, некада је било сасвим нормално да ни дечаци ни девојчице до периода пубертета не носе купаће костиме на плажи. Данас модерни родитељи, окренути савременим трендовима у васпитању деце, ово сматрају готово скандалозним. Дечаци обично носе купаће гаће попут оних за одрасле. Код девојчица је слично, али су ту мишљења често опречна. Неки родитељи сматрају да купаћи костими за девојчице треба да буду једноделни или дводелни, баш као код одраслих жена, док други сматрају да су гаћице довољне, јер дете у најранијем узрасту још увек није свесно свог тела, па нема потребе скривати га.
Опречна су мишљења и стручњака о овој теми. Поједини тврде да је сасвим нормално да дете до одређеног узраста трчкара по плажи без икакве одеће, јер ће на тај начин уживати у потпуности у својој слободи. За разлику од њих, има и оних који заступају потпуно супротно мишљење. Купаћи костими су обавезни, већина њих сматра, без обзира што дете није ни свесно свог тела. У суштини и једни и други су сагласни да би родитељи свакако требало да заступају лични став, који имају по том питању.
- Дечји купаћи костими
- Вишекратне пелене за купање
- Беба у купаћем костиму обученом преко пелена
- Мала деца на плажи, у купаћим костимима
- Различити дечји спортски купаћи костими